# Aldrovandia rostrata
Aldrovandia rostrata es una especie de pez del género Aldrovandia, familia Halosauridae. Fue descrita científicamente por Günther en 1878.
Se distribuye por el Atlántico Oriental: Sáhara Occidental. Atlántico Occidental: frente a las Bahamas y al oeste de la dorsal mesoatlántica. La longitud total (TL) es de 50,8 centímetros. Habita en la zona abisal.
Está clasificada como una especie marina inofensiva para el ser humano.